# Lartehs
Els lartehs són els membres del grup ètnic guang que tenen com a llengua materna el larteh. Viuen a la regió Oriental de Ghana. Hi ha entre 74.000 i 97.000 lartehs. El seu codi ètnic és NAB59a i el seu ID és 11948.

## Situació geogràfica i pobles veïns
El territori larteh està situat al sud dels cherepons, a l'est de al ciutat d'Adwaso, a la regió Oriental. Viuen en una zona muntanyosa.
Segons el mapa lingüístic de Ghana de l'ethnologue, el erritori larteh és una petita zona al nord-est d'Accra, pel camí cap al riu Volta per l'interior. Els lartehs són veïns dels cherepons que viuen al nord, dels dangmes que viuen a l'est, dels ga que viuen al sud i dels àkans que viuen a l'oest.

## Llengua
El larteh és la llengua materna dels lartehs que també parlen l'àkan.

## Religió
La gran majoria dels lartehs són cristians (95%) i el 5% creuen en religions africanes tradicionals. El 40% dels lartehs cristians pertanyen a esglésies independents, el 30% són catòlics i el 30% són protestants.